# Reputació en línia
La reputació en línia és la interpretació subjectiva del conjunt d'informacions aparegudes a Internet sobre una persona, empresa, organització, institució, o marca comercial.
Es conforma a partir de múltiples factors entre els quals hi ha tots aquells sistemes constructors de marca, com la publicitat, les relacions públiques, el màrqueting; a més de la informació apareguda en mitjans de comunicació electrònics, i també tots aquells continguts generats pels usuaris d'Internet, siguin a través de llocs web o de qualsevol plataforma amb tecnologia Web 2.0. El fet que qualsevol opinió, comentari o contingut generat per l'usuari (en anglès, user-generated content) sigui absolutament sensible a l'efecte que tindrà en la imatge de l'objecte del comentat pels altres usuaris, fa que la reputació digital d'una persona, empresa, organització, institució o marca sigui molt preuada pel seu valor sumatori d'informacions.
És important saber que la major part d'aquests judicis de valor subjectius (reputació en línia) sobre un conjunt d'informacions sobre una persona, empresa, organització, institució o marca es fa en funció del resultat d'una cerca en un motor de cerca. Cara una bona interpretació de resultats, caldrà obtenir un bon producte de cerca, i és bo conèixer quins són els mecanismes d'indexació i publicació de continguts del cercador.